# Bryant Stith
Bryant Lamonica Stith (Emporia, Virginia, 10 de diciembre de 1970) es un exjugador y entrenador estadounidense de baloncesto que disputó 10 temporadas en la NBA. Con 1,96 metros de estatura, jugaba en la posición de escolta. 
Es el padre de dos jugadores profesionales, Brandan y B. J..

## Trayectoria deportiva

### Universidad
Stith se formó en la Universidad de Virginia, donde fue nombrado en el mejor quinteto de la Atlantic Coast Conference en tres ocasiones consecutivas con los Cavaliers. Finalizó su carrera universitaria como líder en puntos (2.516), minutos (4.391) y tiros libres anotados (690) en la historia de Virginia, además de segundo en rebotes con 859. En su año sénior lideró a los Cavaliers a un récord de 20-13 con promedios de 20.7 puntos, 6.6 rebotes y 2.2 asistencias en 33 partidos, y dejó la universidad como el cuarto máximo anotador de la Atlantic Coast Conference. En abril de 1992 fue nombrado MVP del Orlando All-Star Classic, evento celebrado antes del Draft de la NBA. 
En 1990, tras cumplir su segundo año en Virginia, ganó la medalla de bronce con la selección estadounidense en el Mundial de Argentina.

### Profesional
Fue seleccionado por Denver Nuggets en la 13.ª posición del Draft de la NBA de 1992. En su debut en la liga endosó 20 puntos, 6 rebotes y 4 robos de balón a San Antonio Spurs en la victoria de su equipo en dos prórrogas. Debido a una rotura del quinto metatarsiano de su pie derecho y una fractura del segundo metacarpiano de su mano derecha, Stith solo pudo disputar 39 partidos en su primera temporada en la liga, firmando 8.9 puntos y 3.2 rebotes en 22.2 minutos de juego. En su siguiente campaña disputó los 82 partidos de liga regular y lideró junto a Dikembe Mutombo a los Nuggets en minutos por noche con 34.8 de media, además de anotar 12.5 puntos por encuentro, cuarto en el equipo. Durante los playoffs y clasificándose en la octava plaza del Oeste, los Nuggets llegaron hasta las Semifinales de Conferencia tras eliminar a Seattle SuperSonics, el equipo con mejor récord de la Conferencia Oeste. Stith contribuyó en los 12 partidos de postemporada con 11.3 puntos. 
En los siguientes años continuó mejorando su aportación en el equipo. La temporada 1996-97 fue la más destacada en su carrera profesional, con 14.9 puntos y 4.2 rebotes por choque. Tras 8 campañas en los Nuggets fue traspasado en octubre de 2000 a Boston Celtics junto con Chris Herren a cambio de Robert Pack y Calbert Cheaney. Después de militar durante una temporada en los Celtics fichó por Cleveland Cavaliers como agente libre, y tras disputar 50 partidos en la temporada 2001-02 fue incluido en un intercambio que le enviaba a Los Angeles Clippers. El conjunto californiano prescindió de sus servicios a finales de octubre de 2002 y posteriormente optó por la retirada.

## Estadísticas de su carrera en la NBA

### Temporada regular
| Temp.   | Edad | Equipo    | Liga | P   | TIT | MIN  | TC  | TCA  | %TC  | 3P  | 3PA | %3P  | TL  | TLA | %TL  | R.OF. | R.DEF. | REB | ASIS | ROB | TAP | PER | FP  | PTS  |
| 1992-93 | 22   | Denver    | NBA  | 39  | 12  | 22.2 | 3.2 | 7.1  | .446 | 0.0 | 0.1 | .000 | 2.5 | 3.1 | .832 | 1.0   | 2.2    | 3.2 | 1.3  | 0.6 | 0.1 | 1.1 | 2.1 | 8.9  |
| 1993-94 | 23   | Denver    | NBA  | 82  | 82  | 34.8 | 4.5 | 9.9  | .450 | 0.0 | 0.1 | .222 | 3.5 | 4.3 | .829 | 1.5   | 2.8    | 4.3 | 2.4  | 1.4 | 0.2 | 1.6 | 2.0 | 12.5 |
| 1994-95 | 24   | Denver    | NBA  | 81  | 51  | 28.8 | 3.9 | 8.2  | .472 | 0.2 | 0.8 | .294 | 3.3 | 4.0 | .824 | 1.2   | 2.1    | 3.3 | 1.9  | 1.1 | 0.2 | 1.4 | 1.8 | 11.2 |
| 1995-96 | 25   | Denver    | NBA  | 82  | 77  | 34.3 | 4.6 | 11.1 | .416 | 0.5 | 1.8 | .277 | 3.9 | 4.6 | .844 | 1.5   | 3.4    | 4.9 | 2.9  | 1.4 | 0.2 | 1.9 | 2.3 | 13.6 |
| 1996-97 | 26   | Denver    | NBA  | 52  | 52  | 34.4 | 4.8 | 11.6 | .416 | 1.3 | 3.5 | .385 | 3.9 | 4.5 | .863 | 1.4   | 2.8    | 4.2 | 2.6  | 1.2 | 0.4 | 1.9 | 2.3 | 14.9 |
| 1997-98 | 27   | Denver    | NBA  | 31  | 15  | 23.2 | 2.4 | 7.3  | .333 | 0.3 | 1.5 | .208 | 2.4 | 2.8 | .872 | 0.5   | 1.6    | 2.1 | 1.6  | 0.7 | 0.3 | 1.1 | 1.7 | 7.6  |
| 1998-99 | 28   | Denver    | NBA  | 46  | 32  | 26.0 | 2.5 | 6.3  | .393 | 0.7 | 2.3 | .292 | 1.3 | 1.5 | .859 | 0.7   | 1.7    | 2.3 | 1.8  | 0.6 | 0.3 | 1.0 | 1.4 | 7.0  |
| 1999-00 | 29   | Denver    | NBA  | 45  | 6   | 15.4 | 1.9 | 4.2  | .455 | 0.4 | 1.2 | .304 | 1.4 | 1.7 | .831 | 0.5   | 1.4    | 1.9 | 1.4  | 0.4 | 0.3 | 0.7 | 1.2 | 5.6  |
| 2000-01 | 30   | Boston    | NBA  | 78  | 73  | 32.1 | 3.1 | 7.8  | .401 | 1.2 | 3.1 | .376 | 2.2 | 2.7 | .845 | 0.8   | 2.8    | 3.6 | 2.2  | 1.2 | 0.2 | 1.2 | 2.3 | 9.7  |
| 2001-02 | 31   | Cleveland | NBA  | 50  | 5   | 13.3 | 1.4 | 3.8  | .372 | 0.5 | 1.4 | .353 | 0.9 | 1.0 | .846 | 0.4   | 1.3    | 1.7 | 0.8  | 0.6 | 0.1 | 0.6 | 0.8 | 4.2  |
| Carrera |      |           | NBA  | 586 | 405 | 28.0 | 3.4 | 8.1  | .424 | 0.5 | 1.6 | .329 | 2.7 | 3.2 | .841 | 1.0   | 2.4    | 3.4 | 2.0  | 1.0 | 0.2 | 1.3 | 1.9 | 10.1 |

### Playoffs
| Temp.   | Edad | Equipo | Liga | P  | MIN | TCA | TC  | 3PA | 3P | TLA | TL | R.OF. | REB | ASIS | ROB | TAP | PER | FP | PTS | %TC  | %3P  | %FT  | MIN  | PTS  | REB | AST |
| 1993-94 | 23   | Denver | NBA  | 12 | 413 | 43  | 102 | 0   | 1  | 50  | 60 | 23    | 56  | 26   | 11  | 2   | 14  | 23 | 136 | .422 | .000 | .833 | 34.4 | 11.3 | 4.7 | 2.2 |
| 1994-95 | 24   | Denver | NBA  | 3  | 85  | 17  | 32  | 1   | 6  | 15  | 19 | 3     | 9   | 7    | 1   | 1   | 0   | 7  | 50  | .531 | .167 | .789 | 28.3 | 16.7 | 3.0 | 2.3 |
| Carrera |      |        | NBA  | 15 | 498 | 60  | 134 | 1   | 7  | 65  | 79 | 26    | 65  | 33   | 12  | 3   | 14  | 30 | 186 | .448 | .143 | .823 | 33.2 | 12.4 | 4.3 | 2.2 |

## Vida personal
Desde que se retiró del baloncesto, Stith ha participado en carreras de la NASCAR, además de ser propietario de un equipo junto con el piloto de carreras Hermie Sadler.
En 2007 fue incluido en el Virginia Sports Hall of Fame.